# Konstantin Mitew
Konstantin Mitew (ur. 27 października 1984) – bułgarski siatkarz, grający na pozycji rozgrywającego, reprezentant Bułgarii.

## Sukcesy klubowe
Puchar Bułgarii:
- 2005

Mistrzostwo Bułgarii:
- 2012
- 2007, 2010

## Sukcesy reprezentacyjne
Memoriał Huberta Jerzego Wagnera:
- 2010[3]